# Distretto di Si Maha Phot
Il distretto di Si Maha Phot (in thailandese: ศรีมหาโพธิ) è un distretto (amphoe) della Thailandia, situato nella provincia di Prachinburi.